# MTV Europe Music Award za největší fanoušky
Seznam výherců a nominovaných MTV Europe Music Awards v kategorii Cena Největší fanoušci. Kategorie, která byla vytvořena v roce 2011.

## 2010 - 2019
| Rok  | Vítěz           | Nominovaní                                                     |
| ---- | --------------- | -------------------------------------------------------------- |
| 2011 | Lady Gaga       | - 30 Seconds to Mars - Justin Bieber - Selena Gomez - Paramore |
| 2012 | / One Direction | - Lady Gaga - Justin Bieber - Katy Perry - Rihanna             |